# Seth
A nu se confunda cu Set, al treilea fiu al lui Adam și Eva.
În mitologia egipteană, Seth (scris și Set, Sutekh, Setesh, Seteh și Seti) este cunoscut drept fiu al lui Geb și al lui Nut, fratele lui Isis, Nephthys și Osiris. Seth este un zeu malefic, stăpân al deșertului, reprezentat cu cap de animal compozit (posibil Set), cu coada lunga și cu botul alungit. În alte surse este descris ca având cap de șacal.

## Caracterizare

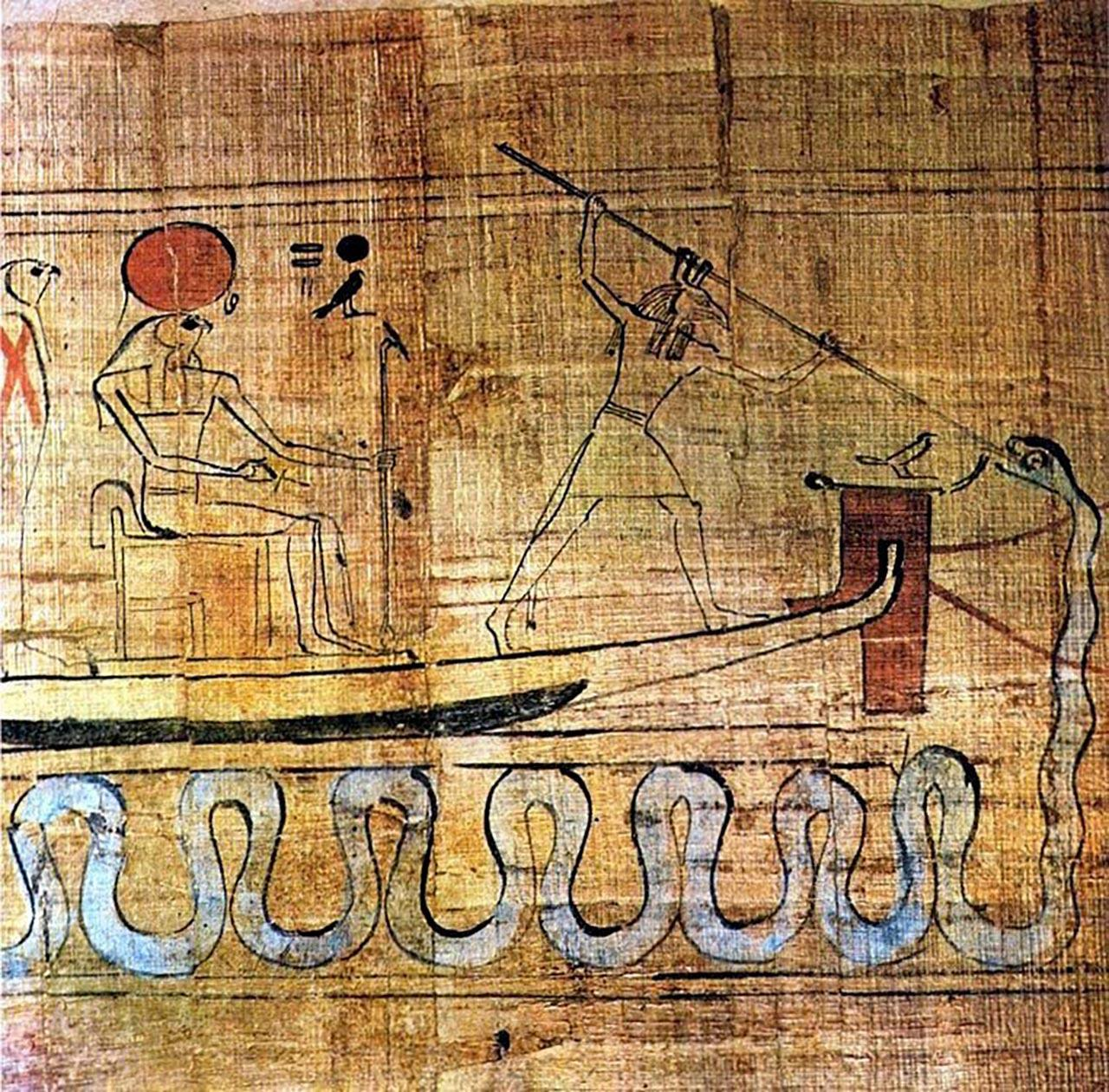
Seth în slujba lui Ra și înjunghiindu-l cu o lance pe Apophis, șarpele demon al nopții.

La început a fost considerat constructor de cetăți, apoi zeul viguros al violenței, răului , întunericului și dezordinii, iar la un moment dat și zeu al războiului (grecii îl identificau cu Typhon).
Se pare că adepții lui Seth s-au confruntat cu adepții lui Horus și ai faraonului primei dinastii, Menes, care a unit Egiptul de Sus cu cel Egiptul de Jos. În această privință, Seth este înfățișat punând la îndoială autoritatea fratelui său Osiris. În drama care se petrece în religia egipteană, Seth întruchipează forțele potrivnice care aduc marea schimbare. În cele din urmă înfrânt de Isis și de zeul șoim Horus, Seth devine un spirit liber, un hoinar pe pământ și, după exilul său forțat, zeul singurătății pustii.
Cultul lui Osiris s-a folosit de aceasta oportunitate pentru a-i discredita pe adepții lui Seth; acum este considerat fratele diabolic iar povestea susține că Seth a fost rău de la naștere, când a sfâșiat pântecul mamei sale. Egiptenii antici credeau despre el că reprezintă diavolul.
Seth dorea mult să conducă Egiptul și s-a luptat cu fratele său Osiris. L-a înecat în Nil și i-a tăiat corpul în mii de bucățele și le-a aruncat în Egipt. Isis a adunat toate bucățile soțului ei și l-a mumificat ca sa treacă în viața de apoi. Fiul lui Osiris , Horus s-a luptat cu Seth ca să-și răzbune tatăl. În timpul luptei, Seth a luat forma unui hipopotam și l-a atacat pe Horus, dar acesta l-a nimerit în inimă cu săgeata și l-a omorât, răzbunându-și tatăl.
Seth, după anumite legende este infățișat ca fiind zeul morților.

## Genealogia lui Seth
|      |      |      |      |       |       |       |       |        |        |        |        |        |        |  |  | Ra zeul suprem |          |          |          |          |          |  |  |      |      |      |      |      |      |  |  |
|      |      |      |      |       |       |       |       |        |        |        |        |        |        |  |  |                |          |          |          |          |          |  |  |      |      |      |      |      |      |  |  |
|      |      |      |      |       |       |       |       |        |        |        |        |        |        |  |  |                |          |          |          |          |          |  |  |      |      |      |      |      |      |  |  |
|      |      |      |      |       |       |       |       | Tefnut | Tefnut | Tefnut | Tefnut | Tefnut | Tefnut |  |  |                |          |          |          |          |          |  |  | Shu  | Shu  | Shu  | Shu  | Shu  | Shu  |  |  |
|      |      |      |      |       |       |       |       | Tefnut | Tefnut | Tefnut | Tefnut | Tefnut | Tefnut |  |  |                |          |          |          |          |          |  |  | Shu  | Shu  | Shu  | Shu  | Shu  | Shu  |  |  |
|      |      |      |      |       |       |       |       |        |        |        |        |        |        |  |  |                |          |          |          |          |          |  |  |      |      |      |      |      |      |  |  |
|      |      |      |      |       |       |       |       |        |        |        |        |        |        |  |  |                |          |          |          |          |          |  |  |      |      |      |      |      |      |  |  |
|      |      |      |      |       |       |       |       | Geb    | Geb    | Geb    | Geb    | Geb    | Geb    |  |  |                |          |          |          |          |          |  |  | Nut  | Nut  | Nut  | Nut  | Nut  | Nut  |  |  |
|      |      |      |      |       |       |       |       | Geb    | Geb    | Geb    | Geb    | Geb    | Geb    |  |  |                |          |          |          |          |          |  |  | Nut  | Nut  | Nut  | Nut  | Nut  | Nut  |  |  |
|      |      |      |      |       |       |       |       |        |        |        |        |        |        |  |  |                |          |          |          |          |          |  |  |      |      |      |      |      |      |  |  |
|      |      |      |      |       |       |       |       |        |        |        |        |        |        |  |  |                |          |          |          |          |          |  |  |      |      |      |      |      |      |  |  |
| Isis | Isis | Isis | Isis | Isis  | Isis  |       |       | Osiris | Osiris | Osiris | Osiris | Osiris | Osiris |  |  | Nephthys       | Nephthys | Nephthys | Nephthys | Nephthys | Nephthys |  |  | Seth | Seth | Seth | Seth | Seth | Seth |  |  |
| Isis | Isis | Isis | Isis | Isis  | Isis  |       |       | Osiris | Osiris | Osiris | Osiris | Osiris | Osiris |  |  | Nephthys       | Nephthys | Nephthys | Nephthys | Nephthys | Nephthys |  |  | Seth | Seth | Seth | Seth | Seth | Seth |  |  |
|      |      |      |      |       |       |       |       |        |        |        |        |        |        |  |  |                |          |          |          |          |          |  |  |      |      |      |      |      |      |  |  |
|      |      |      |      | Horus | Horus | Horus | Horus | Horus  | Horus  |        |        |        |        |  |  | Hathor         | Hathor   | Hathor   | Hathor   | Hathor   | Hathor   |  |  |      |      |      |      |      |      |  |  |
|      |      |      |      | Horus | Horus | Horus | Horus | Horus  | Horus  |        |        |        |        |  |  | Hathor         | Hathor   | Hathor   | Hathor   | Hathor   | Hathor   |  |  |      |      |      |      |      |      |  |  |